# 음력 12월 23일
음력 12월 23일은 음력 12월의 23번째 날이다.

## 사건
- 2002년 - 한국에서 인터넷 대란이 일어나다.

## 문화
- 1992년 - 과천선 금정 ~ 인덕원 개통.
- 2014년 - EBS 2TV 개국.

## 탄생
- 1970년 - 대한민국의 배우 허정규.
- 1981년 - 대한민국의 가수 환희 (플라이 투 더 스카이).
- 1982년 - 대한민국의 희극인 박상철.
- 1984년 - 대한민국의 배우 박아인.
- 1988년
  - 대한민국의 배우 백성현.
  - 대한민국의 가수 건우(마이네임).
  - 대한민국의 배우 강한나.
- 1989년 - 대한민국의 성우 장서화.
- 1994년 - 대한민국의 래퍼 와이엇 (온앤오프).
- 1996년 - 대한민국의 가수 미연 ((여자)아이들).

## 사망
- 1498년 - 조선 8대 국왕 예종의 계비 안순왕후.
- 1648년 - 소현세자의 차남 경완군.

## 같이 보기
- 음력 360일: 1월 2월 3월 4월 5월 6월 7월 8월 9월 10월 11월 12월
- 전날:12월 22일 다음날:12월 24일 - 전달:11월 23일 다음달:1월 23일
- 양력:12월 23일
- 음력, 윤달